# Кадыров, Балты
Балты Кадыров — советский узбекистанский хозяйственный деятель, Герой Социалистического Труда.

## Биография
Родился в 1908 году в Ташкенте.
В 1923—1975 — боец скота Ташкентского мясокомбината Министерства мясной и молочной промышленности Узбекской ССР.
Указом Президиума Верховного Совета СССР от 14 июня 1966 года присвоено звание Героя Социалистического Труда с вручением ордена Ленина и золотой медали «Серп и Молот».
Умер в Ташкенте после 1980 года.

## Награды и звания
- Герой Социалистического Труда (14.06.1966)
- Орден Ленина (14.06.1966)